# Сенявин (шлюп)
«Сенявин» — шлюп, военно-морское исследовательское судно Российского императорского флота. Построен на Охтенской верфи в 1826 году. Имя получил в честь выдающегося флотоводца адмирала Д. Н. Сенявина. 

## Служба
В 1826—1828 годах под командованием капитана-лейтенанта Ф. П. Литке совершил кругосветное путешествие. При выходе из Кронштадта 24 сентября 1826 года на борту находилась команда из 8 офицеров (в том числе юнкер П. И. Крузенштерн), 7 старшин и 43 матросов. Кроме команды, на судне были 3 учёных: геолог и географ А. Ф. Постельс, ботаник и зоолог А. К. Мертенс, а также зоолог и орнитолог капитан прусской армии в отставке барон Китлиц.
Плавание «Сенявина» принесло немало географических открытий у берегов самой России. Летом 1828 года Ф. П. Литке определил точные координаты важнейших пунктов восточного побережья Камчатки. Были исследованы большой Карагинский остров и пролив, отделяющий его от Камчатки. Теперь этот пролив носит имя Литке.
О своей экспедиции Литке написал в книге «Путешествие вокруг света… на военном шлюпе „Сенявин“ в 1826—1829 годах», которая была издана в 1835—1836 годах в Петербурге.
В 1835 году переоборудован под брандвахту в Кронштадте. По окончании службы в 1844 году шлюп «Сенявин» был разобран.
В честь шлюпа были названы: острова Сенявина (Тихий океан, Каролинские острова; острова были открыты и названы в 1828 году Ф. П. Литке) и пролив Сенявина (Берингово море, Чукотский полуостров, пролив открыт и назван в 1828 году Ф. П. Литке).

## Командиры шлюпа
Командирами шлюпа «Сенявин» в составе Российского императорского флота в разное время служили:
- с 1826 по 1829 год — Ф. П. Литке;
- с 1830 по 1834 год — Н. И. Тыртов.